# Zhejiang Golden Bulls
Gli Zhejiang Golden Bulls sono una società cestistica avente sede a Yiwu, in Cina. Fondati nel 1998, giocano nel campionato cinese.